# Acanthopleura vaillantii
Espèce
Acanthopleura vaillantii est une espèce de mollusques marins appartenant à la famille des Chitonidae.
- Répartition : Indo-Pacifique.
- Longueur : 7 cm.

## Source
- Arianna Fulvo et Roberto Nistri (2005). 350 coquillages du monde entier. Delachaux et Niestlé (Paris) : 256 p.  (ISBN 978-2-603-01374-8)